# Абель, Матиас
Ма́тиас А́бель (нем. Mathias Abel; род. 22 июня 1981, Кайзерслаутерн) — немецкий футболист, защитник.

## Карьера
Начав свою карьеру в любительском клубе «Айнтрахт» из Бад-Кройцнаха, и, имея за плечами опыт игр за дубль дортмундской «Боруссии», Абель присоединился к основному составу «Майнца» в 2002 году, по-прежнему принадлежа чёрно-жёлтым юридически. В «Майнце» Абелю не удалось отметиться ни одним голом, тем не менее, он остался во второй Бундеслиге с «Майнцем» на второй год.
14 августа 2004 года он забил в первый раз — в домашнем матче против «Гамбурга», и его команда выиграла встречу. В тот сезон ему удалось поразить ворота противника ещё 3 раза. С 2006 года Абель появлялся на поле в майках нескольких клубов: в форме «Шальке 04», который затем отдал его в аренду в «Гамбург» и «Кайзерслаутерн» (за него два года он играл практически всегда за дубль). Его преследовали травмы передней крестообразной связки, в начале 2004 года он травмировал её в третий раз, после чего выбыл из игры на полгода.
Впервые за основной состав «Лаутерна» Абель вышел только 26 октября 2010 года, в качестве ранней замены в домашней игре на стадионе имени Фрица Вальтера с «Арминией» из Билефельда (итоговый счёт 3:0) в розыгрыше кубка Германии; четыре дня спустя он вышел в стартовом составе на все 90 минут во встрече против мёнхенгладбахской «Боруссии» (на том же стадионе и снова игра завершилась со счётом 3:0 в пользу хозяев).